# Onobrychis chorassanica
Onobrychis chorassanica är en ärtväxtart som beskrevs av Pierre Edmond Boissier. Onobrychis chorassanica ingår i släktet esparsetter, och familjen ärtväxter. Inga underarter finns listade i Catalogue of Life.